# Pavlopetri
Pavlopetri (in greco antico: Παυλοπέτρι?) è stata una città della Laconia, in Peloponneso, sprofondata probabilmente a seguito di un terremoto intorno all'XI secolo a.C. nel mar Egeo.
Situata nel territorio del comune di Elafonisos, la città fu fondata nel IV millennio a.C., durante l'età del bronzo, ed è pertanto la più antica città sommersa del mar Mediterraneo. Il nome Pavlopetri è un toponimo più recente ed indica l'isoletta, divenuta tale a seguito di un terremoto nel 375, su cui sorgeva la città sommersa, il cui vero nome è sconosciuto.
Il sito archeologico è tutelato come parte del patrimonio culturale subacqueo dalla convenzione UNESCO del 2001.

## Scoperta
La città fu scoperta nel 1967 da Nicholas Flemming e fu mappata nel 1968 da un gruppo di archeologi provenienti da Cambridge.

## Ubicazione
Pavlopetri si trova vicino tra l'isoletta di Pavlopetri vicino al villaggio di Elafonisos e la costa di Pounta. La costa, il sito archeologico, l'isoletta e l'area marina circostante appartengono al territorio del Comune di Elafonisos. Questa regione corrisponde all'antica penisola Onou Gnathos secondo Pausania. 

## Descrizione
L'unicità di Pavlopetri è la conservazione di quasi tutta la topografia cittadina incluse strade, edifici e tombe.
Inizialmente, le rovine erano state datate al periodo miceneo (1600–1100 a.C.), ma studi successivi dimostrarono un'occupazione anteriore, il cui inizio risale a non più tardi del 2800 a.C.; pertanto il sito include materiali dell'Età del Bronzo iniziale, del Minoico Medio oltre a materiali di transizione.
Si ritiene che l'area sia stata sommersa attorno al 1000 a.C. a causa del primo di tre terremoti che la regione subì. In realtà, considerato che il livello del mare in tutto il mondo negli ultimi 10.000 anni è cresciuto in media di un metro ogni mille anni (20.000 anni fa era 100 metri sotto al livello attuale), è quasi certo che la città fosse stata costruita 5000 anni fa sul livello del mare (a 1-2 m sopra il livello del mare) e nei millenni successivi si è gradualmente inabissata.  Oggi infatti giace a ca. 4-6 m. sotto al pelo dell'acqua (vedi diagramma livello dei mari in Olocene).
L'area non riemerse più, cosicché non vi furono sopraedificazioni o danneggiamenti causati da lavori agricoli. Sebbene danneggiata dall'erosione plurisecolare, la planimetria cittadina è la stessa di quella che aveva migliaia di anni fa.
Il sito è minacciato dalle ancore di imbarcazioni, che si incastrano nelle pietre e dragano il fondale, e da turisti e cacciatori di souvenir.

## Ricerche
Nel 2009 è stata effettuata una campagna di ricerche finalizzata principalmente alla mappatura del sito.
Pavlopetri è la prima città sommersa ad essere stata mappata digitalmente in tre dimensioni. Le tecniche di mappatura con sonar sviluppate da organizzazioni militari e organizzazioni dedite alla prospezione dei giacimenti petroliferi hanno aiutato questi lavori.
Della città si conservano almeno 15 edifici sommersi ad una profondità media di 3-4 metri. Le più recenti scoperte del 2009 da sole coprono circa 9000 m2.
Sono state anche effettuate alcune campagne di scavo in collaborazione con il governo greco. A fianco degli archeologi dell'Università di Nottingham, ha lavorato un gruppo dell'Australian Centre for Field Robotics, che per le prospezioni archeologiche subacquee ha sviluppato dei robot specifici che consentono diversi tipi di indagine.
Uno dei risultati delle campagne è stata la dimostrazione che la città era un importante centro dell'industria tessile, grazie al rinvenimento di molti pesi da telaio.
Sono anche stati rinvenuti molti grandi vasi (pithari, grandi giare da olio) provenienti da Creta, indicando una notevole rilevanza della città come porto commerciale.
Il lavoro del gruppo archeologico britannico/australiano è stato riassunto in un documentario della BBC della durata di un'ora: "City Beneath the Waves: Pavlopetri", prodotto da BBC Two nel 2011.

## Conservazione
La città di Pavlopetri fa parte del patrimonio culturale subacqueo come definito dall'UNESCO nella UNESCO Convention on the Protection of the Underwater Cultural Heritage. Tutte le tracce di vita umana subacquee più antiche di 100 anni sono protette da questa convenzione dell'UNESCO. Questa convenzione è finalizzata alla prevenzione della distruzione o alla perdita di informazioni storiche e culturali, nonché al loro saccheggio. Aiuta gli Stati membri a proteggere il loro patrimonio culturale subacqueo mediante all'interno di un quadro legale internazionale.